# Гашпар Корте-Реал
Гашпáр Корте-Реáл (порт. Gaspar Corte-Real, 1450—1501) — португальський мореплавець і дослідник. Здійснив декілька плавань до берегів Північної Америки, організованих Португальською Короною, під час одного з яких пропав безвісти. Син Жуана Ваш Корте-Реал і брат Мігеля Корте-Реал. 

## Біографія
Гашпар Корте-Реал народився на острові Терсейра на Азорських островах в аристократичній родині Корте-Реалів. Був наймолодшим з трьох синів португальського мореплавця Жуана Корте-Реала, який у 1472 році відкрив далеко на захід від Азорських островів якусь нову землю, названу ним «Земля тріски» (порт. Terra do Bacalhau). Дехто вважає, що це міг бути о. Ньюфаундленд. Достовірно відомо, що Гашпар разом з братом Мігелем Корте-Реалом супроводжував батька в цьому плаванні.

## Передумови
У 1498 році португальський король Мануел I, який рік тому відправив морську експедицію на чолі з Васко да Гама на пошуки морського шляху до Індії в східному напрямку, зацікавився також розвідкою земель на заході. Для цього було принаймні дві підстави:
- Мануел І вважав, що землі (о.Ньюфаундленд), відкриті в 1497 році Джоном Каботом у північній частині Атлантики згідно Тордесільяського договору перебувають у сфері португальського контролю (тобто розташовані західніше лінії тордесільяського меридіану).
- крім того, короля цікавила також можливість знаходження Північно-західного проходу до Індії.

Гашпар Корте-Реал був одним із кількох дослідників, які вирушили на захід шукати прохід до Індії і нові землі для Португалії. Перед відплиттям Корте-Реал виклопотав у короля Мануела I права на «всі острови або материк, які він знайде або відкриє».

## Перше плавання
У травні 1500 року відплив з Лісабона на північний захід. Він досягнув землі, яку назвав Terra verde («Зелена Земля», сьогодні Гренландія), але не висадився на ній через вкрай несприятливі погодні умови.

## Друге плавання
У січні 1501 року Гашпар Корте-Реал разом із братом Мігелем на трьох кораблях знову вирушив на північний захід, але зіштовхнувшись з льодами, змушений був змінити курс на дещо південніший, ніж в 1500 році. Пройшовши, як йому здавалося, набагато більший шлях, ніж у попередньому році відкрив якісь землі, як вважається о. Ньюфаундленд або півострів Лабрадор. Одна з версій походження назви Терра-ду-Лаврадор (порт.-«земля робітників») полягає в тому, що Корте-Реал сподівався на те, що відкриті території стануть джерелом нових рабів для португальських плантацій. Експедиція Гашпара Корте-Реала дійсно зловили тут 57 тубільців — «лісових людей», яких забрали з собою в Португалію з метою продажу у рабство. Було також спіймано декілька білих ведмедів. Відправивши брата з двома суднами назад в Португалію, Гашпар залишився продовжувати плавання далі. У жовтні того ж року два судна експедиції повернулися на батьківщину і привезли в Лісабон кілька дивних людей. Третій же корабель, на якому перебував сам Гашпар так і не повернувся та зник безвісти.

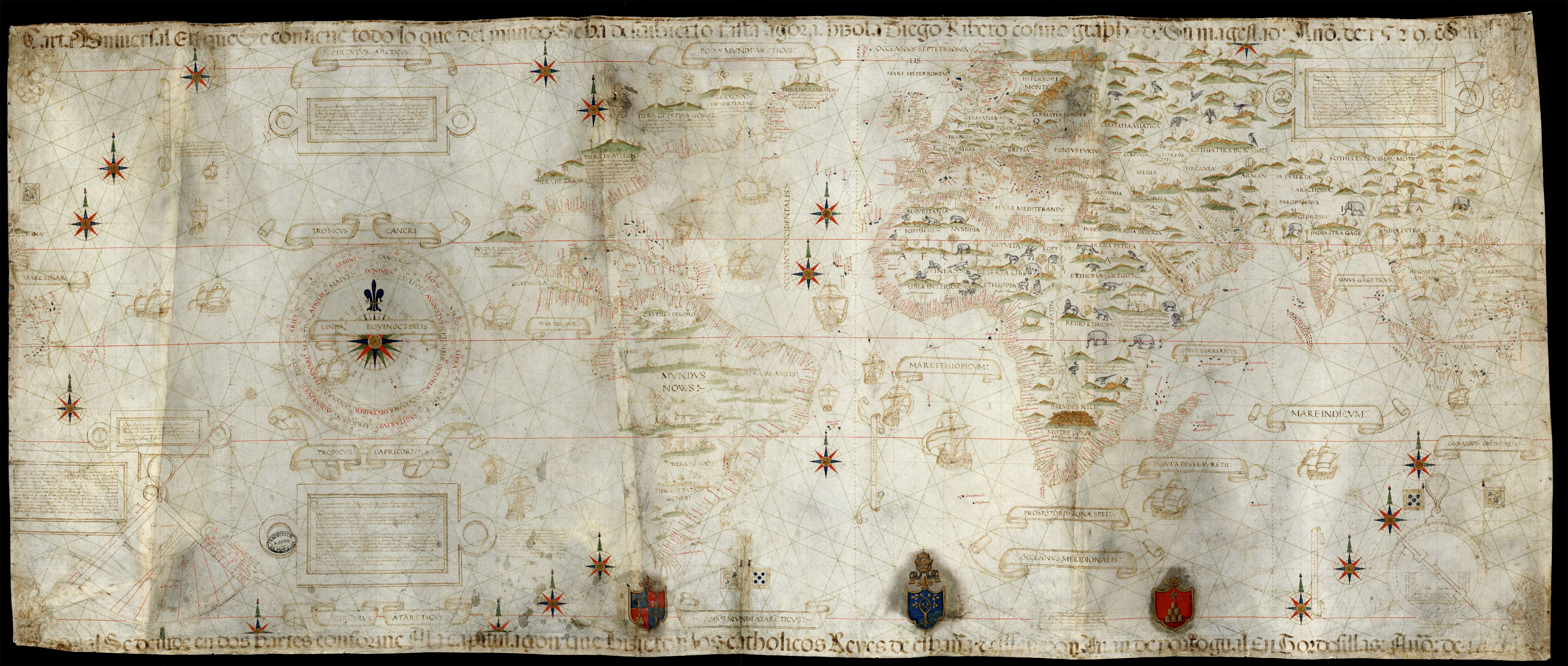
Копія іспанського Падрон-Реалу Діогу Рібейру (1529 р.) з зазначеній в Північній Америці «Новою землею Корте-Реала» Оригінал знаходиться у Ватиканській бібліотеці.

Венеціанський посол в Лісабоні Паскуаліго, через десять днів після повернення перших кораблів в Португалію повідомляв в листі своєму урядові:
«…Вони знайшли в двох тисячах ліг звідси між північним заходом і заходом країну, досі зовсім невідому. Вони пройшли приблизно 600—700 ліг уздовж берега землі і не знайшли їй кінця, що змушує їх думати, що це — материк. Ця земля розташована за іншою землею, відкритої в минулому році на півночі. Каравели не могли досягти тієї землі через льоди і безмежну кількість снігу. Вони думають, що відкрили материк, це підтверджується безліччю великих річок, які вони там знайшли … Вони кажуть, що ця країна дуже населена і що дерев'яні житла тубільців дуже великі і покриті зовні риб'ячими (тюленячими) шкірами … Сюди доставили сімох тубільців — чоловіків, жінок і дітей … Вони всі однакового кольору, статі і зросту; дуже схожі на циган; одягнені в шкури різних тварин … Ці шкури не зшиті разом і не дублені, але такі, які вони здирають з тварин. Ними вони покривають плечі і руки … Вони дуже полохливі і лагідні … Їхні обличчя розфарбовані, як в індіанців … Вони розмовляють, але ніхто їх не розуміє. У їхній країні немає заліза, але вони роблять ножі та наконечники для стріл з каменів. У них дуже багато лососів, оселедців, тріски та іншої риби. У них багато лісу — буків і особливо хороших сосон для щогл і рей …»
Про цю ж подію писав в Італію герцогові феррарському Ерколе I д'Есте його лісабонський агент Альберто Кантіно. Його донесення мало відрізняється від розповіді Паскуаліго. Кантіно доклав до нього копію португальського Падран-Реала, секретної карти з позначенням відкритих земель, що дійшла до нашого часу. Планісфера Кантіно свідчить, що португальці вважали, ніби відкриті Корте-Реалом нові землі лежать на схід від Тордесільянського меридіана, отже, повинні належати Португалії, а не Іспанії.

## Пошуки експедиції

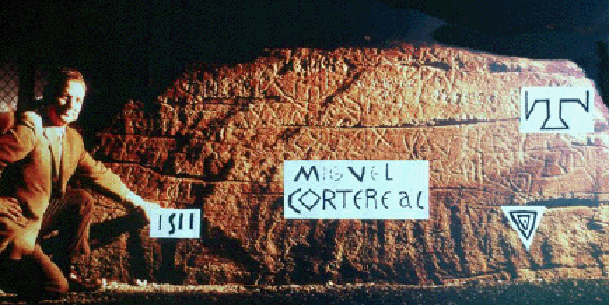
Фотографія Дайтонського каменю, де проф. Едмунд Делабарр розшифровує Мігеля Корте-Реала, хрест ордену Христа та дату 1511.

У травні 1502 року, дізнавшись про зникнення Гашпара, його брат Мігел Корте-Реал з двома або трьома кораблями вийшов у море в північно-західному напрямку від Азорських островів. Пошуки не мали успіху. Водночас Мігел відкрив нову землю, можливо — узбережжя Північної Америки. При поверненні на батьківщину корабель Мігела відстав від інших і зник безвісти. У 1912 і 1928 рр. Едмунд Б. Делабарре повідомив, що напис на дайтонському камені у штаті Массачусетс свідчить про те, що Мігель Корте-Реал досяг Нової Англії. Делабарре заявив, що напис на камені був насправді скороченою латиною, яке він прочитав наступним чином:
Мігель Корте-Реал, 1511. У цьому місці, з волі Божої, я став вождем індіанців.
Семюель Еліот Морісон відкинув ці докази у своїй книзі «Європейське відкриття Америки: Північні плавання» 1971 року. Пізніша дослідження Дугласа Хантера остаточно розвінчало міф про напис Корте-Реала на Дайтонському камені
Експедиція, відправлена португальським королем на пошуки обох зниклих братів Корте-Реалів наступного року не знайшла жодних слідів зниклих кораблів чи їх екіпажів.

## Спадщина

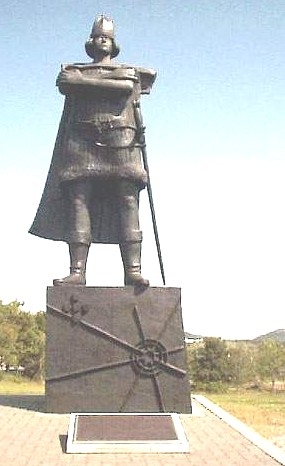
Пам'ятник Корте-Реалу на о. Ньюфаундленд (Канада)

Статуя Гашпара Корте-Реала розміщена серед інших 32 видатних португальських постатей ери португальських відкриттів на Монументі великих географічних відкриттів в Лісабоні, відкритому в 1960 році.
Пам'ятник Гашпару Корте-Реалу було встановлено в 1965 році перед будівлею Конфедерації в місті Сент-Джонс на острові Ньюфаундленд. Він був подарований португальською риболовною організацією в 1965 році на знак подяки місцевим рибалкам за гостинний прийом. В 2020 році представники місцевих індіанських організацій висловлювались за необхідність знесення пам'ятника, оскільки він уславлював людину, що практикувала захоплення місцевих жителів в рабство Ці протести були підтримані представниками громадськості, які зазначали, що «… достатня кількість людей бачить у статуї Корте-Реала пам'ять про персонажа, який поневолював корінне населення під час його імперських починань» та що статуя «символізує розповідь про колонізаторство, євроцентризм і верховенство білих, що дотепер лежить в основі панівних інституцій Канади».